# Adoxophyes fasciculana
Adoxophyes fasciculana es una especie de polilla del género Adoxophyes, tribu Archipini, subfamilia Tortricinae.

## Distribución
Se distribuye por Indonesia.

## Taxonomía
Fue descrita por Walker en 1866 y publicada en List of the Specimens of Lepidopterous Insects in the Collection of the British Museum 35: 1785.